# فحص مجهري بالمسبار الماسح
الفحص المجهري بالمسبار الماسح، هو أحد فروع الفحص المجهري، يُستخدم لتكوين صور دقيقة للأسطح عبر مسبار فيزيائي يمسح العينة. ظهر هذا النوع من المجاهر عام 1981 مع اختراع المجهر النفقي الماسح، وهو جهاز متخصص في تصوير الأسطح على المستوى الذري. وقد نجح العالمان غيرد بنينغ وهاينريش روهرر في إجراء أول تجربة ناجحة لهذه التقنية، وكان سر نجاحهما هو استخدام دائرة تغذية راجعة للتحكم في المسافة بين المسبار والعينة.  
تتميز العديد من طرق الفحص المجهري بالمسبار الماسح بقدرتها على تصوير تفاعلات متعددة في آنٍ واحد، وتُعرف الطريقة المستخدمة لاستخلاص الصور من هذه التفاعلات باسم النمط (Mode).  
تختلف دقة الصور بين التقنيات المستخدمة، إلا أن بعض أساليب الفحص المجهري بالمسبار الماسح قادرة على الوصول إلى دقة ذرية فائقة، وذلك بفضل المشغلات الكهروضغطية (Piezoelectric Actuators) التي تتيح تنفيذ حركات دقيقة على المستوى الذري أو أعلى استجابةً للأوامر الإلكترونية. يُطلق على هذه الفئة من التقنيات اسم التقنيات الكهروضغطية. أما العنصر المشترك بين هذه التقنيات، فهو أن البيانات تُجمع عادةً في شبكة ثنائية الأبعاد من النقاط، ثم يتم تمثيلها بصريًا باستخدام ألوان زائفة لإنشاء صورة حاسوبية واضحة.

## الأنواع

#### مجهر القوة الذرية (AFM)
- مجهر القوة الذرية التلامسي
- مجهر القوة الذرية غير التلامسي
- مجهر القوة الذرية الديناميكي التلامسي
- مجهر القوة الذرية النقري
- مجهر القوة الذرية بالأشعة تحت الحمراء
- المجهرية القوة الكيميائية (CFM)
- مجهر القوة الذرية الموصل (C-AFM)
- مجهرية القوة الكهروستاتيكية (EFM)
- مجهرية مسبار كلفن للقوة (KPFM)
- مجهرية الممانعة الميكروية
- مجهرية القوة المغناطيسية (MFM)
- مجهرية القوة الكهروضغطية (PFM)
- المجهرية/الطيفية الضوئية الحرارية الدقيقة
- مجهرية السعة الماسحة (SCM)
- مجهرية البوابة الماسحة (SGM)
- مجهرية النقطة الكمية الماسحة (SQDM)
- مجهرية الجهد الماسحة (SVM)
- مجهرية تعديل القوة (FMM)
- مجهر القوة الذرية الطبقي (TAFM)

#### المجهر النفقي الماسح (STM)
- مجهرية انبعاث الإلكترون القذفي (BEEM)
- المجهر النفقي الماسح الكهروكيميائي (ECSTM)
- مجهرية مسبار هول الماسحة (SHPM)
- مجهرية النفق الماسحة مستقطبة السبين (SPSM)
- مجهرية النفق الضوئي الماسحة (PSTM)
- قياس الجهد النفقي الماسح (STP)
- مجهرية النفق الماسحة بأشعة السينكروترون السينية (SXSTM)

#### الكهروكيمياء ذات المسبار الماسح (SPE)
- المجهرية الكهروكيميائية الماسحة (SECM)
- مجهرية التوصيل الأيوني الماسحة (SICM)
- تقنية القطب الكهربائي المهتز الماسح (SVET)
- مسبار كلفن الماسح (SKP)

#### مجهرية المجال القريب البصرية الماسحة (NSOM أو SNOM)
- الطيفية النانوية واسعة النطاق المعتمدة على SNOM (nano-FTIR)

## تكوين الصورة
لتكوين الصور، يقوم الفحص المجهري بالمسبار الماسح بمسح السطح بطريقة المسح الخطي المتتالي (Raster Scan)، حيث يتحرك المسبار فوق العينة وفقًا لنمط مسح محدد. وعند نقاط محددة أثناء المسح، يتم تسجيل قيمة معينة، والتي تعتمد على نوع الفحص المجهري بالمسبار الماسح ونمط التشغيل المستخدم.

تعرض هذه القيم المسجلة على شكل خريطة حرارية لإنتاج الصورة النهائية للمجهر النفقي الماسح (STM)، وعادةً ما تُستخدم تدرجات الأبيض والأسود أو اللون البرتقالي في التمثيل البصري للصور.